# Sten Ziegler
Sten Hugo Ziegler (Copenaghen, 30 maggio 1950) è un allenatore di calcio ed ex calciatore danese, di ruolo centrocampista.

## Palmarès

### Giocatore

#### Competizioni nazionali
- Campionato danese: 1

Hvidovre: 1973
- Campionato olandese: 1

Ajax: 1981-1982